# Пелагій I
Пелагій I (лат. Pelagius; ? — 4 березня 561, Рим) — шістдесятий папа Римський (16 квітня 556—4 березня 561), походив із знатної римської сім'ї, його батько звався Іоанном. Пелагій супроводжував папу Агапіта I в його подорожі до Константинополя, пізніше перебував у цьому місті як нунцій римської церкви.
Пелагій був обраний папою, бувши кандидатом імператора Юстиніана I.